# لاسلو بارثا (عداء سريع)
لاسلو بارثا (بالمجرية: Bartha László)‏ هو عداء سريع مجري، ولد في 19 مارس 1925 في سولنوك في المجر، وتوفي في 4 يوليو 1982.

## وصلات خارجية
- لاسلو بارثا على موقع أوليمبيديا (الإنجليزية)